# Hannogne-Saint-Rémy
Hannogne-Saint-Rémy é uma comuna francesa na região administrativa de Grande Leste, no departamento Ardenas. Estende-se por uma área de 17,29 km². Em 2010 a comuna tinha 116 habitantes (densidade: 6,7 hab./km²).